# Bahnstrecke Bordeaux-St-Louis–Pointe de Grave
| Heutiges nördliches Streckenende bei Pointe de Grave |                                |                                                              |                                                          |
| Bahnstrecken im Raum Bordeaux mit dem südlichen Abschnitt der Strecke (1920er Jahre) |                                |                                                              |                                                          |
| Streckennummer (SNCF): | 584 000                        |                                                              |                                                          |
| Kursbuchstrecke (SNCF): | 405                            |                                                              |                                                          |
| Streckenlänge: | 102 km                         |                                                              |                                                          |
| Spurweite: | 1435 mm (Normalspur)           |                                                              |                                                          |
| Stromsystem: | renovierungsbedürftig 1,5 kV = |                                                              |                                                          |
| Maximale Neigung: | 10 ‰                           |                                                              |                                                          |
| Streckengeschwindigkeit: | 140 km/h                       |                                                              |                                                          |
| |                                |                                                              |                                                          |
| \| \| -3,5 \| Hafen Rive-Gauche \| Hafen Rive-Gauche \| \| \| 0,0 \| Bordeaux-St-Louis (bis 1968) \| 5 m \| \| \| \| zum U-Boot-Hafen und Industriegebiet \| \| \| \| 0,7 \| Place Ravezies \| Place Ravezies \| \| \| 0,9 \| Ravezies (1968–2012) \| 5 m \| \| \| ~2,1 \| Straßenbahn Bordeaux, Linie C \| Straßenbahn Bordeaux, Linie C \| \| \| 2,2 \| La Vache \| La Vache \| \| \| \| \| \| \| \| \| Ringstrecke nach Bordeaux St-Jean \| \| \| \| ~3,5 \| Ausone \| Ausone \| \| \| ~4,4 \| Bruges \| 10 m \| \| \| \| nach Lacanau-Océan \| \| \| \| ~4,8 \| A 630 \| A 630 \| \| \| ~6,1 \| Jalle de Sable \| Jalle de Sable \| \| \| ~6,8 \| Frankton \| Frankton \| \| \| 7,8 \| Industriegebiet Bruges \| Industriegebiet Bruges \| \| \| 8,0 \| Blanquefort \| 11 m \| \| \| \| D 210 \| \| \| \| 11,0 \| Parempuyre \| 12 m \| \| \| 14,4 \| Ludon-Médoc \| 9 m \| \| \| 17,8 \| Macau \| 9 m \| \| \| \| D 211 \| \| \| \| 20,3 \| Labarde \| 7 m \| \| \| 24,4 \| Margaux \| 16 m \| \| \| \| \| \| \| \| \| Bahnstrecke Margaux–Sainte Hélène nach Sainte Hélène \| \| \| \| \| \| \| \| \| \| D 105 \| \| \| \| 27,2 \| Soussans \| 15 m \| \| \| 31,5 \| Moulis-Listrac \| 21 m \| \| \| 40,2 \| Saint-Laurent-Saint-Julien \| 22 m \| \| \| \| D 206 \| \| \| \| \| Industriegebiet \| \| \| \| 46,5 \| Pauillac \| 4 m \| \| \| \| D 2 \| \| \| \| \| Appontement de Trompeloup \| \| \| \| 48,4 \| Trompeloup \| 6 m \| \| \| 51,9 \| Saint-Estèphe \| 12 m \| \| \| 55,5 \| Vertheuil \| 12 m \| \| \| 61,2 \| Saint-Germain-d’Esteuil \| 27 m \| \| \| \| D 1215 \| \| \| \| 66,3 \| Lesparre \| 5 m \| \| \| \| \| \| \| \| \| Bahnstrecke Saint Symphorien–Lesparre nach St Symphorien \| \| \| \| \| \| \| \| \| 71,3 \| Gaillan \| 10 m \| \| \| \| D 1215 \| \| \| \| 74,6 \| Montalivet \| 8 m \| \| \| 79,5 \| Vensac \| 4 m \| \| \| 82,0 \| Saint-Vivien \| 11 m \| \| \| 86,7 \| Talais-Grayan \| 4 m \| \| \| \| D 1215 \| \| \| \| 93,0 \| Soulac-sur-Mer \| 12 m \| \| \| \| D 1215 \| \| \| \| \| \| \| \| \| 99,8 \| Le Verdon-sur-Mer Endstation September bis Juni \| 6 m \| \| \| \| \| \| \| \| \| Le Port de Grattequina \| \| \| \| 99,9 \| Abzw. \| Abzw. \| \| \| \| Môle d’Escale du Verdon (1931–44) \| \| \| \| \| \| \| \| \| 101,9 \| Pointe de Grave Fähre nach Royan Züge nur im Juli und August \| 4 m \| \| \| \| \| \| \| \| 102,4 \| Streckenende Mole \| 3 m \| |                                |                                                              |                                                          |
| Betriebs-/Güterbahnhof Streckenanfang | -3,5                           | Hafen Rive-Gauche                                            | Hafen Rive-Gauche                                        |
| Dienststation / Betriebs- oder Güterbahnhof Streckenanfang | 0,0                            | Bordeaux-St-Louis (bis 1968)                                 | 5 m                                                      |
| Abzweig geradeaus und von rechts · Strecke |                                | zum U-Boot-Hafen und Industriegebiet                         | zum U-Boot-Hafen und Industriegebiet                     |
| Abzweig geradeaus und von links · Kreuzung · U-Bahn-Strecke quer | 0,7                            | Place Ravezies                                               | Place Ravezies                                           |
| U-Bahn-Strecke · Bahnhof | 0,9                            | Ravezies (1968–2012)                                         | 5 m                                                      |
| | ~2,1                           | Straßenbahn Bordeaux, Linie C                                | Straßenbahn Bordeaux, Linie C                            |
| U-Bahn-Haltepunkt / Haltestelle | 2,2                            | La Vache                                                     | La Vache                                                 |
| Abzweig mit U-Bahn ehemals geradeaus und nach halbrechts |                                |                                                              |                                                          |
| U-Bahn-Strecke von halblinks · Abzweig geradeaus, ehemals nach links und von links |                                | Ringstrecke nach Bordeaux St-Jean                            | Ringstrecke nach Bordeaux St-Jean                        |
| U-Bahn-Haltepunkt / Haltestelle links · Strecke von rechts | ~3,5                           | Ausone                                                       | Ausone                                                   |
| Haltepunkt / Haltestelle | ~4,4                           | Bruges                                                       | 10 m                                                     |
| Abzweig geradeaus und nach links |                                | nach Lacanau-Océan                                           | nach Lacanau-Océan                                       |
| | ~4,8                           | A 630                                                        | A 630                                                    |
| Brücke über Wasserlauf | ~6,1                           | Jalle de Sable                                               | Jalle de Sable                                           |
| Strecke | ~6,8                           | Frankton                                                     | Frankton                                                 |
| Strecke quer · Abzweig geradeaus und nach rechts | 7,8                            | Industriegebiet Bruges                                       | Industriegebiet Bruges                                   |
| Bahnhof Streckenende | 8,0                            | Blanquefort                                                  | 11 m                                                     |
| Strecke mit Straßenbrücke |                                | D 210                                                        | D 210                                                    |
| Bahnhof | 11,0                           | Parempuyre                                                   | 12 m                                                     |
| Bahnhof | 14,4                           | Ludon-Médoc                                                  | 9 m                                                      |
| Bahnhof | 17,8                           | Macau                                                        | 9 m                                                      |
| Bahnübergang |                                | D 211                                                        | D 211                                                    |
| ehemaliger Haltepunkt / Haltestelle | 20,3                           | Labarde                                                      | 7 m                                                      |
| Bahnhof | 24,4                           | Margaux                                                      | 16 m                                                     |
| |                                |                                                              |                                                          |
| Abzweig geradeaus und ehemals nach links |                                | Bahnstrecke Margaux–Sainte Hélène nach Sainte Hélène         | Bahnstrecke Margaux–Sainte Hélène nach Sainte Hélène     |
| |                                |                                                              |                                                          |
| Bahnübergang |                                | D 105                                                        | D 105                                                    |
| ehemaliger Haltepunkt / Haltestelle | 27,2                           | Soussans                                                     | 15 m                                                     |
| Bahnhof | 31,5                           | Moulis-Listrac                                               | 21 m                                                     |
| ehemaliger Bahnhof | 40,2                           | Saint-Laurent-Saint-Julien                                   | 22 m                                                     |
| Bahnübergang |                                | D 206                                                        | D 206                                                    |
| Abzweig geradeaus und nach rechts |                                | Industriegebiet                                              | Industriegebiet                                          |
| Bahnhof | 46,5                           | Pauillac                                                     | 4 m                                                      |
| Bahnübergang |                                | D 2                                                          | D 2                                                      |
| Betriebs-/Güterbahnhof Streckenanfang und quer · Abzweig geradeaus und ehemals nach rechts |                                | Appontement de Trompeloup                                    | Appontement de Trompeloup                                |
| ehemaliger Bahnhof | 48,4                           | Trompeloup                                                   | 6 m                                                      |
| ehemaliger Bahnhof | 51,9                           | Saint-Estèphe                                                | 12 m                                                     |
| ehemaliger Bahnhof | 55,5                           | Vertheuil                                                    | 12 m                                                     |
| ehemaliger Bahnhof | 61,2                           | Saint-Germain-d’Esteuil                                      | 27 m                                                     |
| Strecke mit Straßenbrücke |                                | D 1215                                                       | D 1215                                                   |
| Bahnhof | 66,3                           | Lesparre                                                     | 5 m                                                      |
| |                                |                                                              |                                                          |
| Abzweig geradeaus und ehemals nach links |                                | Bahnstrecke Saint Symphorien–Lesparre nach St Symphorien     | Bahnstrecke Saint Symphorien–Lesparre nach St Symphorien |
| |                                |                                                              |                                                          |
| ehemaliger Bahnhof | 71,3                           | Gaillan                                                      | 10 m                                                     |
| Strecke mit Straßenbrücke |                                | D 1215                                                       | D 1215                                                   |
| ehemaliger Bahnhof | 74,6                           | Montalivet                                                   | 8 m                                                      |
| ehemaliger Haltepunkt / Haltestelle | 79,5                           | Vensac                                                       | 4 m                                                      |
| ehemaliger Bahnhof | 82,0                           | Saint-Vivien                                                 | 11 m                                                     |
| ehemaliger Bahnhof | 86,7                           | Talais-Grayan                                                | 4 m                                                      |
| Strecke mit Straßenbrücke |                                | D 1215                                                       | D 1215                                                   |
| Bahnhof | 93,0                           | Soulac-sur-Mer                                               | 12 m                                                     |
| Strecke mit Straßenbrücke |                                | D 1215                                                       | D 1215                                                   |
| |                                |                                                              |                                                          |
| Bahnhof | 99,8                           | Le Verdon-sur-Mer Endstation September bis Juni              | 6 m                                                      |
| |                                |                                                              |                                                          |
| Betriebs-/Güterbahnhof Streckenanfang · Strecke |                                | Le Port de Grattequina                                       | Le Port de Grattequina                                   |
| Abzweig nach links und ehemals von links · Abzweig geradeaus und nach rechts | 99,9                           | Abzw.                                                        | Abzw.                                                    |
| Kopfbahnhof Streckenende (Strecke außer Betrieb) · Strecke |                                | Môle d’Escale du Verdon (1931–44)                            | Môle d’Escale du Verdon (1931–44)                        |
| |                                |                                                              |                                                          |
| Kopfbahnhof Strecke ab hier außer Betrieb | 101,9                          | Pointe de Grave Fähre nach Royan Züge nur im Juli und August | 4 m                                                      |
| |                                |                                                              |                                                          |
| | 102,4                          | Streckenende Mole                                            | 3 m                                                      |

Die Bahnstrecke Bordeaux-St-Louis–Pointe de Grave (französisch Ligne de Bordeaux-Saint-Louis à Pointe-de-Grave) ist eine 102 Kilometer lange, eingleisige, elektrifizierte Strecke auf der südwestfranzösischen Halbinsel Médoc. Die Strecke führt teilweise durch die weltbekannten Weingärten von Saint-Estèphe, Haut-Médoc und vielen anderen zum Bordeaux gehörenden Anbaugebiete. Am Endbahnhof Pointe de Grave besteht Fährverbindung zum der Mündung der Gironde gegenüberliegenden Royan. Der Bau dieser Strecke liegt in der Frühphase der Streckenbautätigkeit in Frankreich, und sie ist eine der ersten, die elektrifiziert worden sind.

## Streckenbeschreibung
Die Strecke verläuft in überwiegend flachem Gelände, das keine aufwändigen Kunstbauten erforderte. So weist sie keine Tunnel, größere Brücken oder ähnliches auf und war entsprechend einfach zu projektieren. Lediglich in Höhe von Saussac galt es, einem Sumpf zu überqueren. In Blanquefort und Pauillac wurde jeweils rechts von der Strecke ein kurzer Abzweig zu Gewerbegebieten angelegt, in Le Verdon-sur-Mer zweigte ab 1931 die Anschlussbahn zum Überseehafen Môle d’Escale du Verdon ab. Vom Bahnhof Saint-Louis gab es an vier Punkten jeweils nach links Abzweigungen zu anderen Strecken: Noch im Stadtgebiet von Bordeaux gab es den Abzweig der Ringbahn zum Bahnhof Bordeaux-Saint-Jean und seit 1885 die Bahnstrecke Bordeaux–Lacanau-Océan für die Züge über Bruges nach Lacanau-Océan, hinter Margaux nach Sainte Hélène und hinter Lesparre zur Bahnstrecke nach Saint Symphorien.
Im Bahnhof Saint-Louis waren drei Gleise dem Betrieb der Strecke nach Pointe de Grave vorbehalten, vier Gleise dienten dem Anschluss über die Ringbahn nach Saint-Jean und der Strecke nach Lacanau. Zusätzlich gab es östlich anschließend fünf Gleise für den Güterverkehr. Befördert wurden vor allem landwirtschaftliche Produkte wie Lebendvieh, Weinfässer und Landmaschinen. Ein Gleis erreichte die Hafenmole von Bordeaux-Rive-gauche.
1931 ging der Kohlehafen Le Port de Grattequina bei Le Verdon in Betrieb, der der Société anonyme Hersent - Entreprises de travaux publics et maritimes, einer Tochter des gleichnamigen Baukonzerns, gehörte. Die Kohle kam per Schiff aus deutschen und polnischen Kohlebergwerken. Der Bahnanschluss ist sieben Kilometer lang und heute noch sichtbar, aber nur noch teilweise befahrbar. In den 1990er Jahren wurde dort ein Containerterminal mit zwei Kranbrücken in Betrieb genommen.

## Geschichte

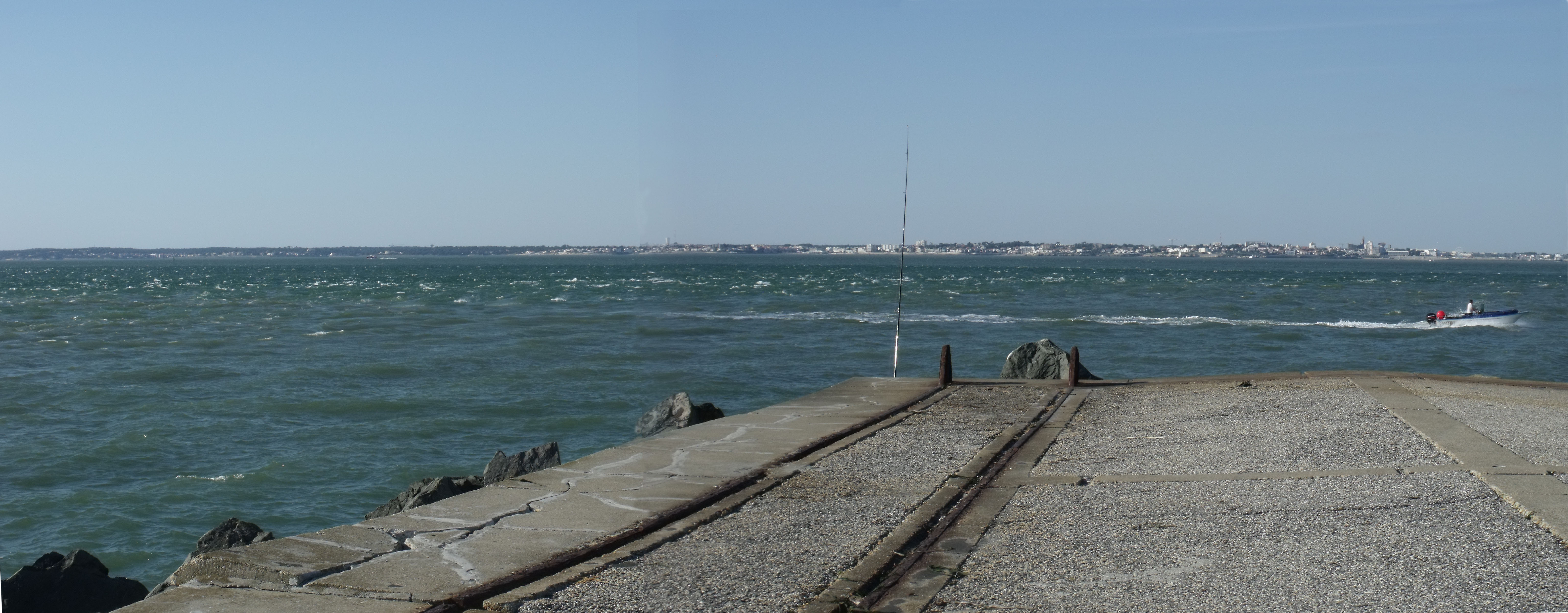
Altes Streckenende im Norden

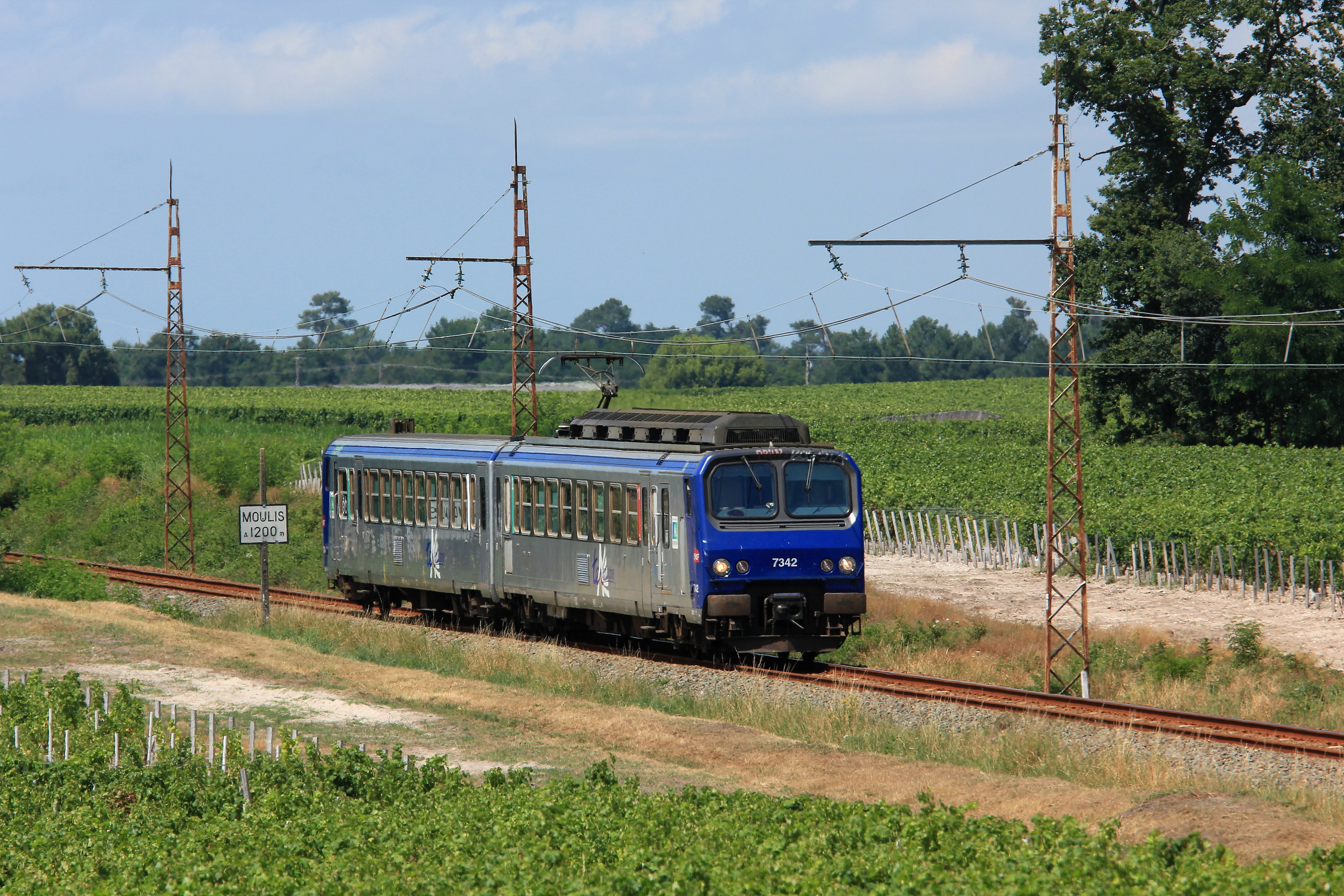
Triebwagen der Bauart Z2 bei Moulis-en-Médoc (2013)

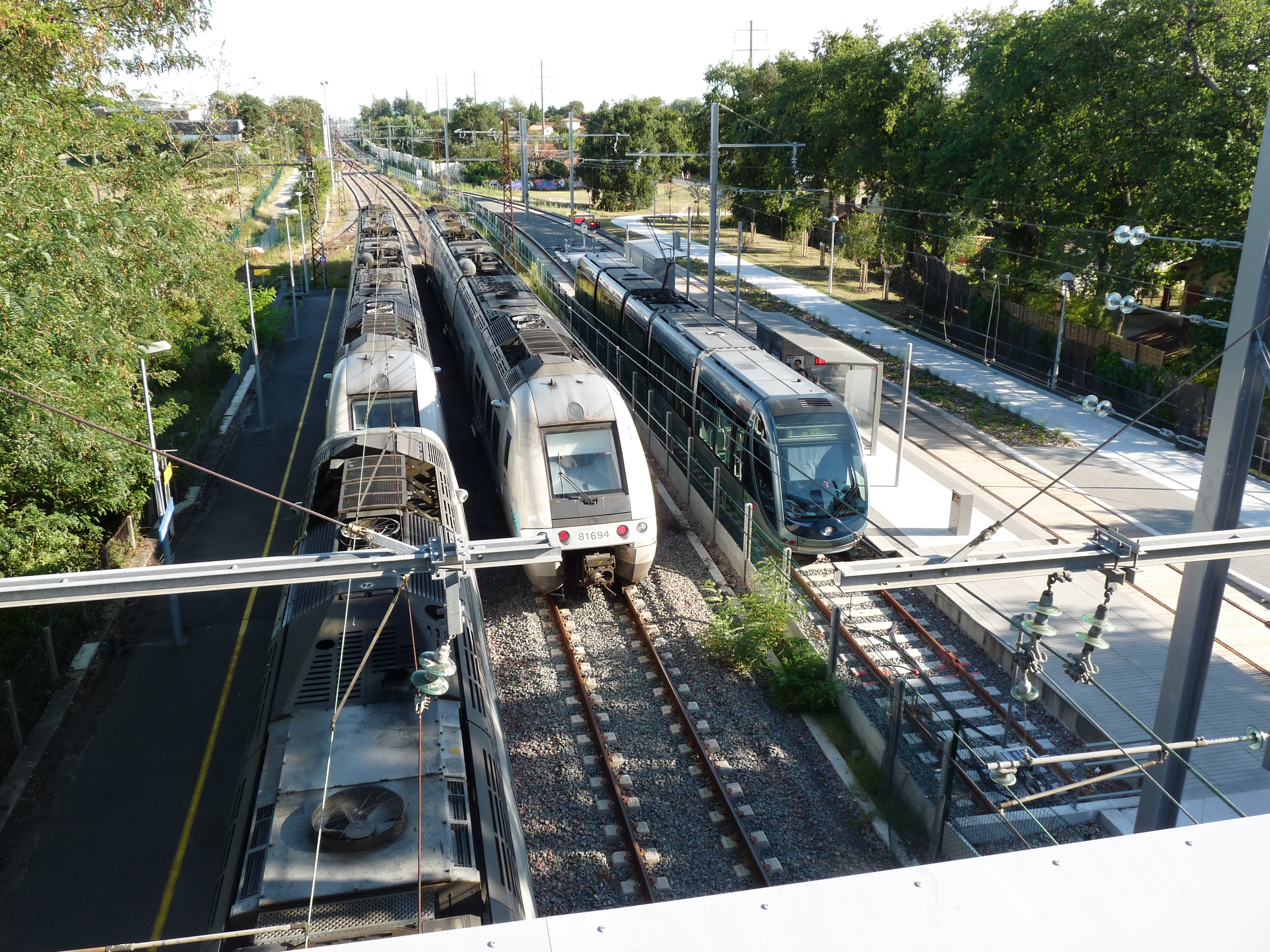
Bahnhof Blanquefort, rechts die Endhaltestelle der Straßenbahn

Die nach anfänglichen finanziellen Schwierigkeiten 1864 gegründete Eisenbahngesellschaft Compagnie du chemin de fer du Médoc baute nur diese eine Strecke. Die Gesellschaft wurde 1911 von der Compagnie des chemins de fer du Midi aufgekauft.
Die Bahnstrecke wurde von Bordeaux-St-Louis aus in mehreren Etappen erbaut und 1868 in Betrieb genommen. Zum Zeitpunkt ihres Baues bis 1884 war diese die einzige normalspurige französische Strecke, die keine Verbindung mit dem übrigen Schienennetz hatte, also einen Inselbetrieb darstellte. Erst dann bekam sie durch die Strecke in Richtung Facture–Saint Symphorien einen Anschluss. Während die 100 Kilometer bis Le Verdon-sur-Mer von Anfang an konzessioniert waren, kam das zwei Kilometer lange Schlussstück bis zum Fährhafen erst 25 Jahre später hinzu, nachdem die Bedeutung dieser Fährverbindung zugenommen hatte. Diese Verlängerung führte zwei Gleise, die man heute immer noch sieht, bis auf die nach Norden hin auslaufende Mole. Bis dahin übernahm dort eine Pferdebahn den Transport der Fahrgäste.
In Le Verdon gab es seit Juli 1933 für wenige Jahre den tidenunabhängigen Anleger für Transatlantikschiffe Môle d’Escale, auf den Personenzüge fahren konnten und der Passagieren einen bequemen Umstieg Schiff–Bahn ermöglichte. Diese Einrichtung war mit der Elektrifizierung der Strecke verbunden und hat den Bahnverkehr sehr befördert. Der Anleger wurde von den deutschen Truppen vor ihrem Rückzug von der Halbinsel Médoc gesprengt und nach dem Krieg als Öltankerterminals umgebaut, wird aber heute ebenfalls nicht mehr benutzt.
Der Bahnhof Bordeaux-Saint-Louis wurde 1968 geschlossen und ist heute zu einem Einkaufszentrum umgewandelt. Der Endbahnhof wurde damals etwa 900 Meter weiter nördlich an die Boulevard Alfred Daney verlegt und in Bordeaux-Ravezies umbenannt. Trotzdem wurde die Strecke bis 2008 nach dem alten Endbahnhof benannt. Seit August 2012 ist auch der Halt Ravezies geschlossen, um Platz für den Neubau der Tramlinie C Straßenbahn Bordeaux zu machen. Seit Mitte August 2012 verkehren daher die Personenzüge über die Ringbahn um Bordeaux herum zum Bahnhof Bordeaux-Saint-Jean.
Die Linie C der Straßenbahn Bordeaux wurde zwischen ihren Stationen La Vache und Ausone weitgehend auf der stillgelegten Bahntrasse angelegt. Nördlich von Ausone, wo sie die Bahnstrecke nach Pointe de Grave auf einer Brücke kreuzt, nutzt sie das Planum des einstigen westlichen Gleises dieser Strecke. Eingleisig mit Ausweichen, ohne Verbindung mit dem Eisenbahngleis, verläuft sie parallel zu jenem bis zu ihrer Endstation Gare de Blanquefort.

## Geplantes RER (S-Bahn)-Netz Bordeaux
Im Rahmen des Aufbaus eines RER-Netzes für Bordeaux ist für die Jahre 2028 bis 2030 geplant, die Züge dieser Strecke nach ihrer Renovierung abwechselnd mit denen aus Arcachon nach Libourne durchzubinden. Bis Lesparre soll ein Stundentakt gefahren werden, der bis Macau mit Fahrten von Pessac zum Halbstundentakt verdichtet wird, ansonsten ein Zweistundentakt mit Verdichtungen zu den Stoßzeiten nur in Bedarfsrichtung.